# Bryum microcapillare
Bryum microcapillare är en bladmossart som beskrevs av C. Müller 1898. Bryum microcapillare ingår i släktet bryummossor, och familjen Bryaceae. Inga underarter finns listade i Catalogue of Life.